# Локлин Манро
Ричард Лафлин Манро (енгл. Richard Laughlain Munro; Лак ла Аш, 12. фебруара 1966), познат као Локлин Манро (енгл. Lochlyn Munro), канадско амерички је позоришни, филмски и телевизијски глумац.